# Julián Llorente
Julián José Llorente Castaño (* 14. Mai 1915) ist ein ehemaliger argentinischer Kugelstoßer.
Bei den Leichtathletik-Südamerikameisterschaften gewann er 1943 in Santiago und 1949 in Lima Gold, 1945 in Montevideo und 1947 in Rio de Janeiro Bronze.
1951 wurde er bei den Panamerikanischen Spielen in Buenos Aires Vierter.
Seine persönliche Bestleistung von 14,95 m stellte er am 22. Oktober 1944 in Buenos Aires auf.